# .25-35 Winchester
.25-35 Winchester Center Fire було представлено в 1895 році компанією Winchester для гвинтівки Winchester Модель 1894. Разом з набоєм .30-30 Winchester він став раннім набоєм під бездимний порох розроблений в Північній Америці для спортивної гвинтівки. Компанія Savage використала його в своїй важільній гвинтівці Savage Модель 99. Гільза була створена на базі набою .30-30.

## Продуктивність
Стандартний заряд набою .25-35 приблизно втричі потужніший за дульною енергією, ніж набій .25-20 Winchester з аналогічним діаметром каналу стволу, раніше представлений Winchester. .25-35 цінували за швидкість, траєкторію та меншу віддачу. Це був популярний набій для однозарядної гвинтівки Winchester Модель 1885 High Wall. В США компанія Winchester припинили виробництво гвинтівок під набій .25-35 в 1955 році, але продовжила виробництво боєприпасів. Hornady Ammunition випускає заряд вагою 7 г LEVERevolution .25-35 з дуловою швидкістю 742 м/с та дуловою енергією 1946 Дж.
Набій .25-35 WCF можна використовувати для полювання на оленів, хоча при звичайних зарядах тільки на близькій відстані через їх низький рівень енергії. При стрільбі з гвинтівки зі стволом довжиною 500 мм стандартним зарядом швидкість кулі на відстані в 90 метрів падає до 243-274 м/с або приблизно до такої самої, що і набій .30-30 на відстані 180 метрів. Заряд Hornady LEVERevolution для набою .25-35 (випробували на стволі довжиною  610 мм) допомагає утримати швидкість 274 м/с на відстані в 180 м і виробник стверджує, що заряд підходить для полювання на оленів і антилоп.
Грітс Грешем розповідає, що спостерігав, як батько допомагав своїм двом синам стріляти їхніх перших оленів з дистанцій 70 і 115 метрів з тієї самої рушниці калібру .25-35, з якої він кілька років тому стріляв у свого першого оленя. Чарльз Аскінс, який використовував набій .25-35 проти білохвостих оленів, пізніше писав: "Той факт, що набій .25-35 зараз такий же застарілий, як черевики та масляні лампи, не мав нічого спільного з його смертоносністю. Оскільки я бачив як цим набоєм вбили оклахомського козла  вагою 70 кг, він був настільки ж руйнівним як і .30-30." Деякі вважають, що ідеально підходить для полювання на дрібних хижаків, наприклад койотів.
Деякі мисливці в Канаді та США використовували цей набій для полювання на лосів. Дід Річарда Меллона, мисливець із північної Альберти, використовував набій .25-35, щоб зробити три постріли для вбивства трьох тварин під час одного полювання: двома з інтервалом у кілька секунд у самку та самця лося, а третім через мить білохвостого оленя. Він також використовував його для полювання на вовків. Г. В. Стент розповідає про Говарда Кларка, канадського провідника, який використав набій .25-35, щоб добити лося, якого поранили його клієнти. Олів Фредріксен, вдова, яка живе зі своїми дітьми на півночі Британської Колумбії, використала свій карабін для вбивства лося, щоб прогодувати свою сім'ю кілька десятиліть тому.
Він також використовувався на лосях: Джон Барснесс повторює історію, розказану Френсісом Селлом, який зустрів власника ранчо, котрий щойно застрелив лося набоєм .25-35 і сказав, що він убив ще кілька цим набоєм. Однак більшість мисливців не рекомендують використовувати цей набій для полювання на лосів та вапіті через його низький рівень енергії, мисливські навички, необхідні для наближення, і дисципліну стрільби, необхідну для правильного влучання кулі або утримання від пострілу..
Розповідаючи про набій .25-35, який вміло і успішно використовував його дід у 1930-х роках для забезпечення продовольством сім'ї з вісьмома дітьми, Річард Меллон каже: "Я не знаю, що трапилося з дідусевим .25-35 набоєм. Я хотів би, щоб він міг говорити. Ми судимо про гвинтівки та набої за, здавалося б, недоречними мірками порівняно з тими днями, коли різниця між добрим і поганим були життя і смерть."

## 6,5×52ммR
6,5×52ммR є європейським набоєм сильно наближеним до .25-35 Winchester. Він не є ідентичним з набоєм .25-35 Winchester і не розглядався як такий Commission Internationale Permanente pour l'Epreuve des Armes à Feu Portatives (CIP), яка випустила окремі специфікації для кожного набою.  Набій 6,5x52ммR походить з Німеччини, де був представлений компанією RWS і використовувався в багатьох дриллінгах та однозарядними гвинтівками. Будь-яка взаємозамінність між двома набоями залежить виключно від допусків окремих патронників і не повинна передбачатися.